# Dunchideock
Dunchideock – wieś w Anglii, w hrabstwie Devon, w dystrykcie Teignbridge. Leży 6 km na południowy zachód od miasta Exeter i 259 km na zachód od Londynu. W 2001 miejscowość liczyła 262 mieszkańców.